# أم الدبادب

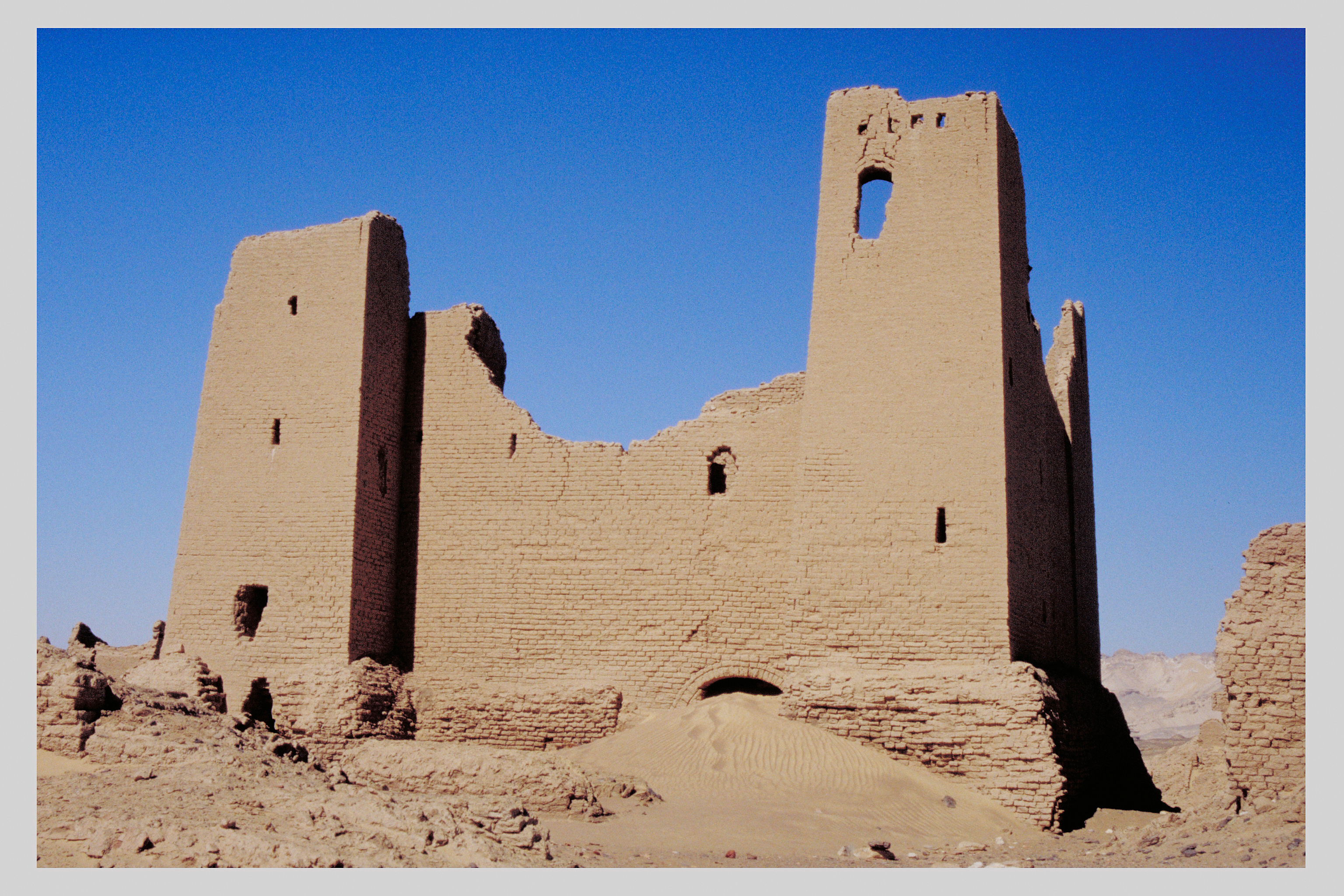

حصن عين أم الدباديب أو أم الدبادب هو حصن روماني في الوادي الجديد، شمال الخارجة بأكثر من 65 كم. بُني الحصن من الطوب اللبن أسفل جرف، بالقرب من مستوطنة سكنية كبيرة بها مقابر منحوتة في بطن الجبل وتضم نظام ري قديم وأشجار وتحيط بها هضبة من الشمال، ويرتفع النصب مائتي مترا عن سطح الصحراء، وتتناثر الأواني الخزفية من حوله.